# Macambira Futebol Clube

O Macambira Futebol Clube é um clube de futebol brasileiro da cidade de Macambira, estado de Sergipe. Suas cores são azul, verde e grená.

## História
O clube foi fundado em 2003.[carece de fontes?] Em 2009 o clube disputou a Série A2 onde foi eliminado na primeira fase. O clube em 2011 iria disputar a Série A2 mas comunicou o afastamento da competição estadual alegando falta de verba para formar o elenco.

### Participações
|  | Participações em 2011 |

| Competição | Competição | Temporadas | Melhor campanha    | Estreia | Última | A | R |
| Sergipe    | Série A2   | 1          | 6º colocado (2009) | 2009    | 2009   | – |   |